# Schulvorbereitende Einrichtung
Die Schulvorbereitende Einrichtung (SVE) ist eine pädagogische Fördereinrichtung in Bayern. Die Grundlage dafür wird in Artikel 22 des Bayerischen Gesetzes über das Erziehungs- und Unterrichtswesen (BayEUG) gelegt. Danach ist die Schulvorbereitende Einrichtung für noch nicht schulpflichtige Kinder mit sonderpädagogischem Förderbedarf gedacht.
Schulvorbereitende Einrichtungen gibt es für unterschiedliche Ausrichtungen (z. B. die Stiftung ICP München Luise-Kiesselbach-Schule für körperliche und motorische Entwicklung, die Prof.-Otto-Speck-Schule für emotionale und soziale Entwicklung oder das Förderzentrum Hören in München). Dabei werden die Kinder in kleinen Gruppen an den täglichen Unterricht herangeführt.
Die Schulvorbereitende Einrichtung wird im Regelfall für ein Schuljahr besucht. Ziel ist es, dass das Kind nach diesem Jahr in die Regelschule gehen kann. Der Unterricht findet nur am Vormittag statt. Danach erfolgt häufig eine Betreuung in einer Heilpädagogischen Tagesstätte.

## Kritik
An der Schulvorbereitenden Einrichtung wird kritisiert, dass es keine integrative Einrichtung ist, sondern rein sonderpädagogisch ausgerichtet ist. Nicht jeder Schulvorbereitenden Einrichtung ist eine Heilpädagogische Tagesstätte zugeordnet.